# La Chapelle-du-Châtelard
La Chapelle-du-Châtelard ist eine französische Gemeinde im Département Ain in der Region Auvergne-Rhône-Alpes. Sie gehört zum Kanton Châtillon-sur-Chalaronne im Arrondissement Bourg-en-Bresse.

## Lage
Die Gemeinde La Chapelle-du-Châtelard liegt an der Chalaronne, die hier durch die unzähligen Seen der Landschaft Dombes hindurchschlängelt, 21 Kilometer südwestlich von Bourg-en-Bresse. Sie grenzt im Norden an Saint-Georges-sur-Renon, im Osten an Saint-Germain-sur-Renon, im Südosten an Marlieux und Villars-les-Dombes, im Süden an Bouligneux, im Westen an Sandrans und im Nordwesten an Romans.

## Bevölkerungsentwicklung
| Jahr                       | 1962 | 1968 | 1975 | 1982 | 1990 | 1999 | 2011 | 2021 |
| Einwohner                  | 237  | 210  | 202  | 242  | 247  | 263  | 357  | 39*4 |
| Quellen: Cassini und INSEE |      |      |      |      |      |      |      |      |

## Sehenswürdigkeiten

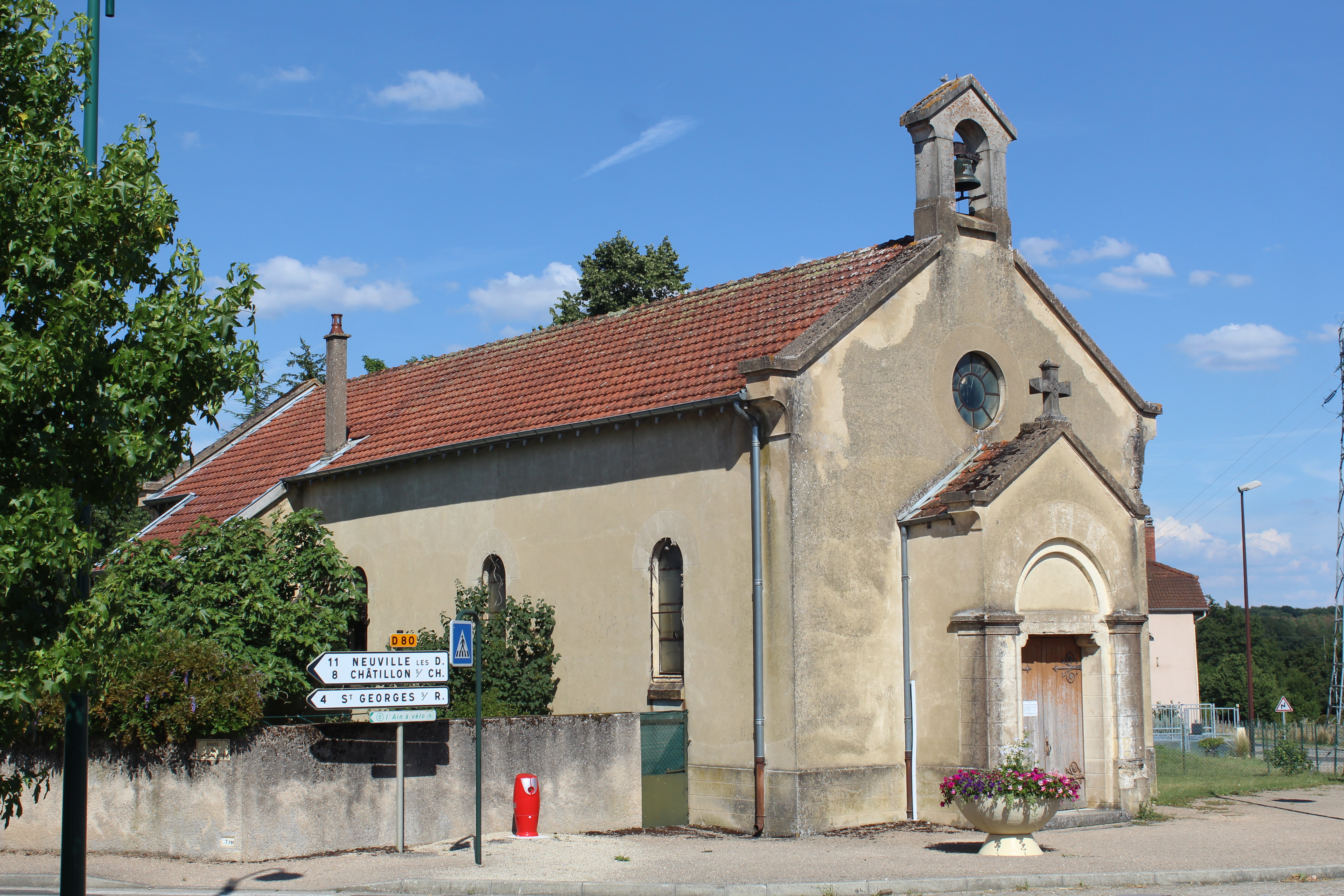
Kirche Mariä Himmelfahrt
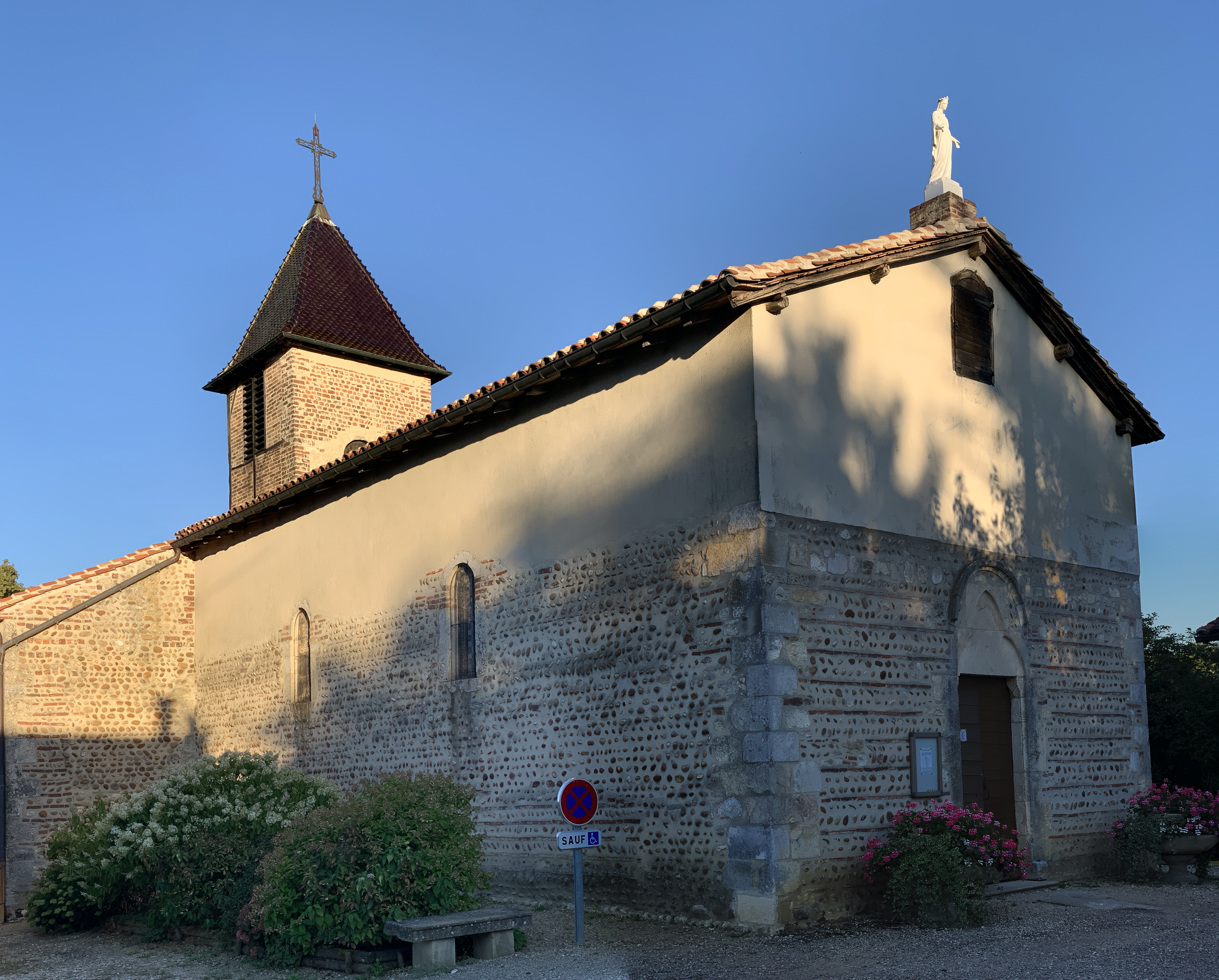
Kapelle Notre-Dame im Ortsteil Beaumont
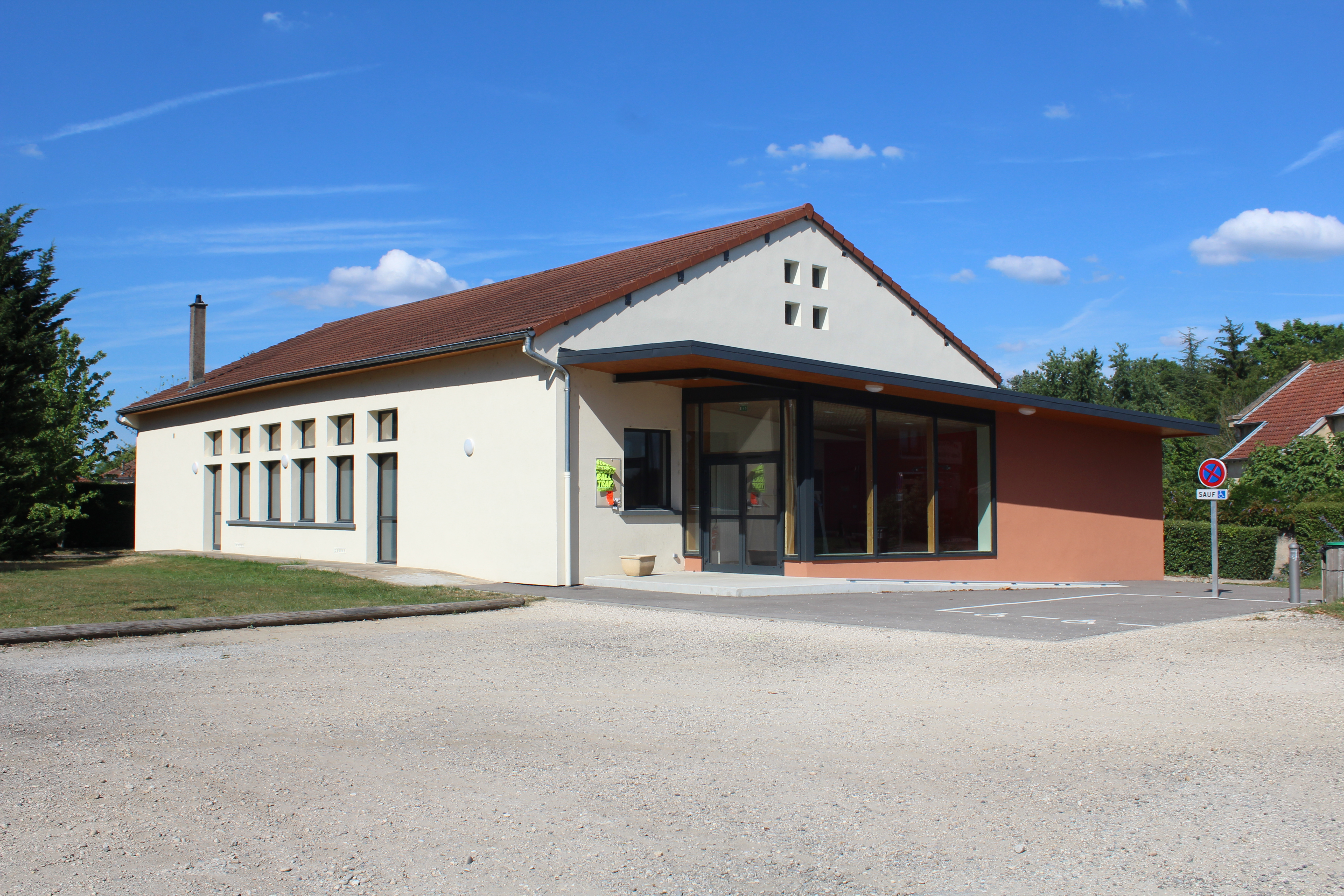
Schloss Le Terre
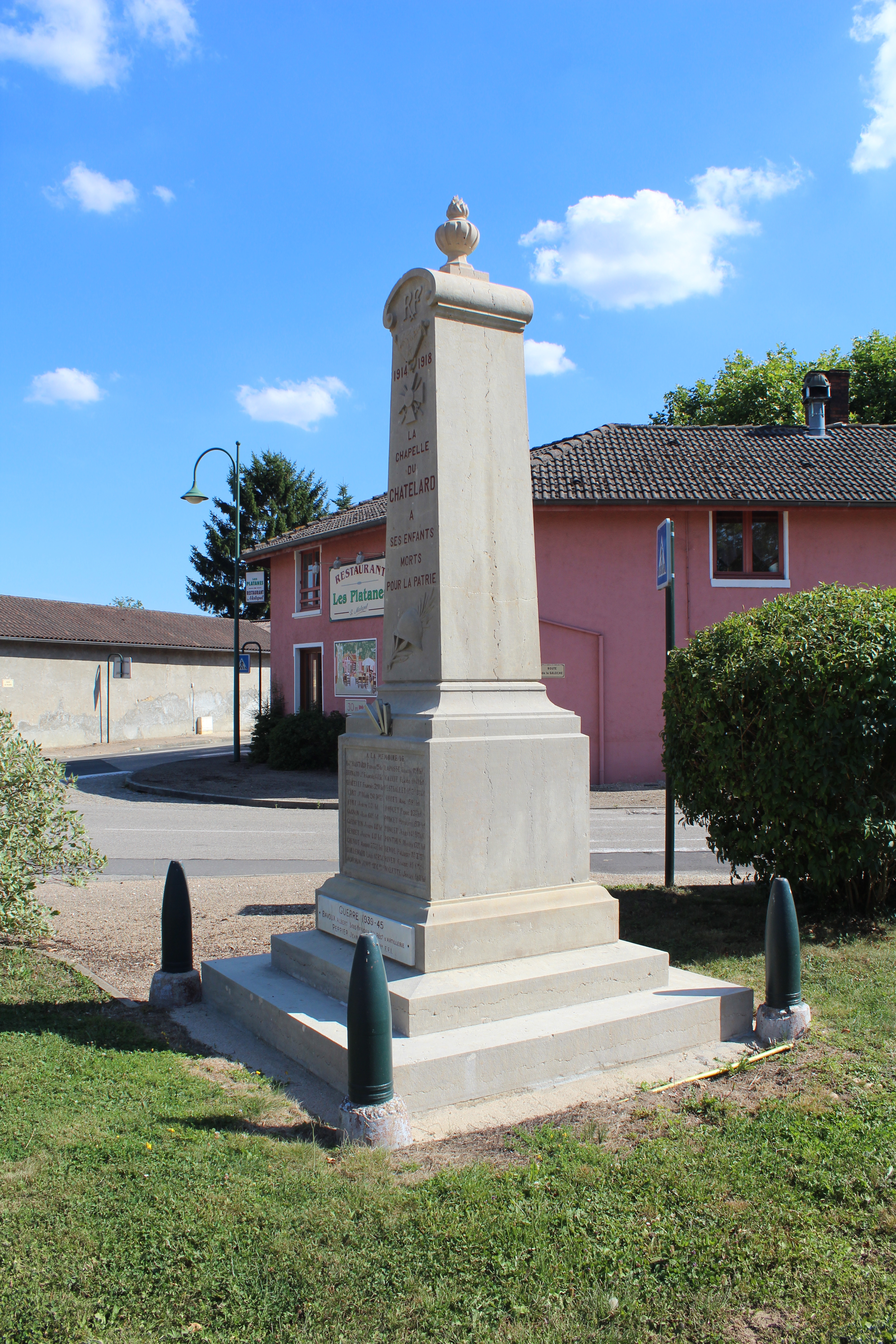
Schloss Les Creusettes

- Kirche Mariä Himmelfahrt
- Kapelle Notre-Dame im Ortsteil Beaumont
- Gemeindefesthalle
- Gefallenendenkmal